# Rue de l'Horloge (Rennes)
Pour les articles homonymes, voir Rue de l'Horloge.

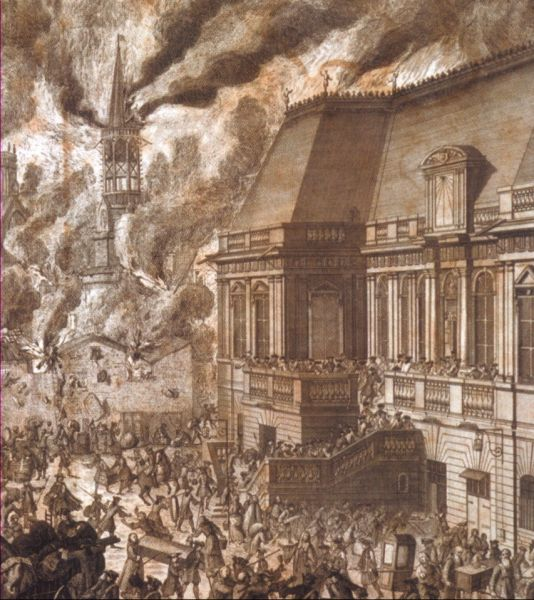
Le grand incendie de 1720 à proximité du palais du Parlement de Bretagne, qui détruisit l'ancien beffroi.

La rue de l'Horloge est une voie de Rennes, axée nord-sud entre la rue Châteaurenault au nord et la rue de Rohan au sud. La façade arrière de l'Hôtel de ville borde son côté est.
Elle tient son nom, depuis 1792, du beffroi qui contient l'horloge publique, et était appelée auparavant « rue de Pezé », du nom de Hubert de Courtarvel, marquis de Pezé, qui fut gouverneur de Rennes en 1722.
L'incendie de 1720 a commencé dans une échoppe de menuisier de l'ancienne « rue Tristin », située en arrière du n° 3 de l'actuelle rue qui fut en grande partie détruite en 1793. Michel de Mauny précise que la rue « Tristan » (la rue Tristin) correspond à une partie de l'actuelle rue de l’Horloge.
Artère importante du réseau de bus urbain au début du XXIe siècle, la rue est majoritairement piétonnisée depuis décembre 2024,.